# 척추뼈
각 척추뼈(vertebra. 복수형: vertebrae) 또는 척추 또는 척추골은 척추동물의 척주 또는 등골뼈를 구성하는 뼈와 유리 연골(hyaline cartilage)로 구성된 복잡한 구조를 가진 불규칙한 뼈(irregular bone)이다. 척추의 비율은 척주 분절과 특정 종에 따라 다르다.
척주(vertebral column)는 척추뼈들이 만드는 기둥이다.

## 구조
척추뼈몸통
척추뼈패임

### 국소적 변이

#### 목뼈
목뼈

#### 등뼈
등뼈

#### 허리뼈
허리뼈

#### 엉치뼈
엉치뼈

#### 꼬리뼈
꼬리뼈

## 같이 보기
- 분절 신경분포
- 신경
- 신경해부학에 대한 해부학 용어
- 척추뼈패임
- 척추뼈몸통
- 망치뼈

## 참고 문헌
이 문서는 현재 퍼블릭 도메인에 속하는 그레이 해부학 제20판(1918) page 96의 내용을 기초로 작성된 글이 포함되어 있습니다.